# Parc Virgiliano

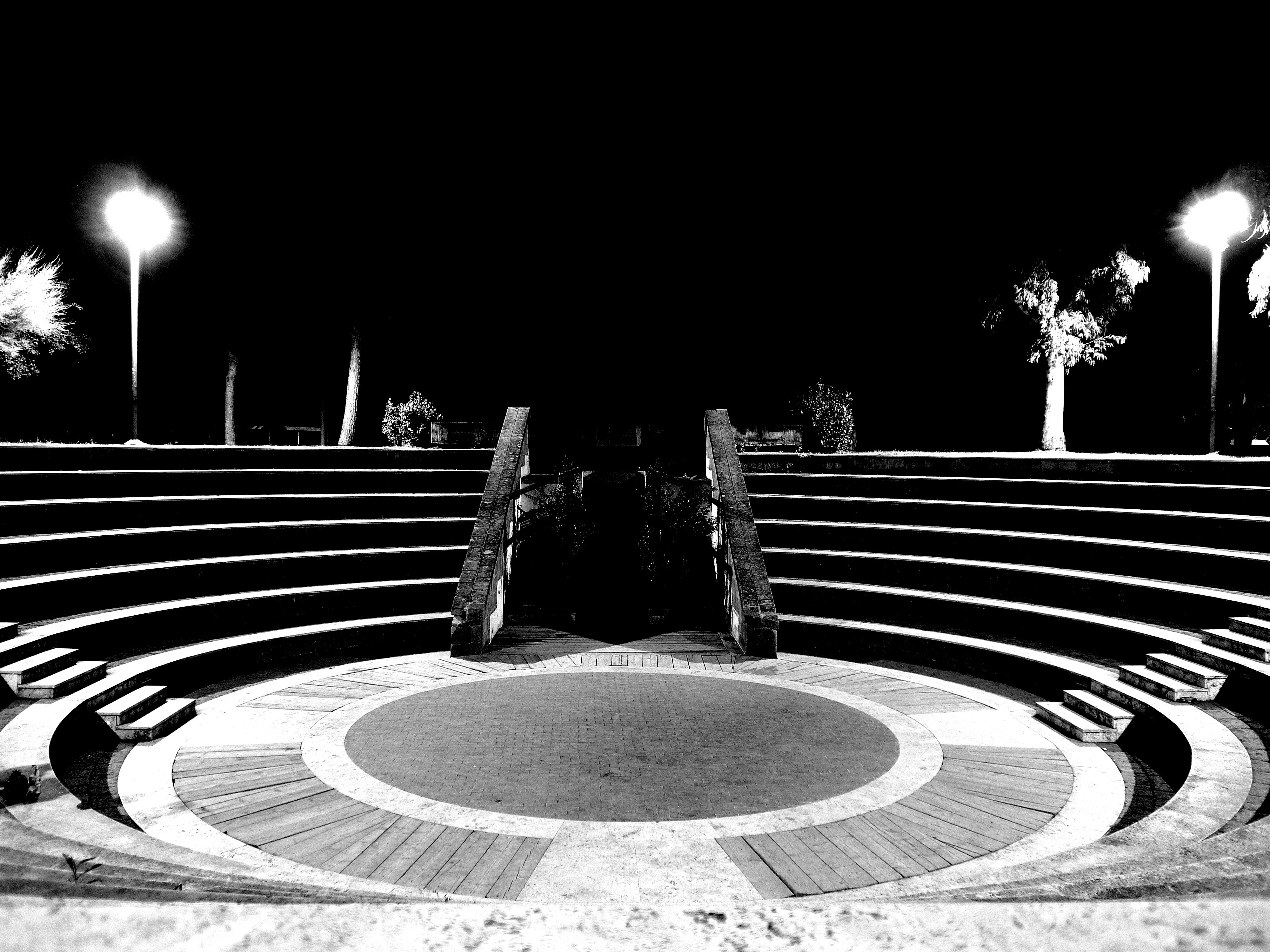
Amphithéâtre dans le parc.

Le Parc Virgiliano (le Parc du Souvenir) est un parc panoramique situé sur la colline de Posillipo, à Naples.
Le parc constitue un poumon vert, construit sur la pierre de tuffeau typique de la côte de Posillipo.

## Description
Il a été ouvert en 1931, et couvre une superficie de 92 000 m². Une série de terrasses donnant sur le Golfe de Naples offrent un nombre unique de vues impressionnantes, sur les côtes d'Amalfi et de Sorrente, le Vésuve, la baie Gaiola, l'amphithéâtre Pollione, la baie de Trentaremi, l'île de Nisida, l'usine voisine de Bagnoli, Pouzzoles, Baia, Bacoli, les Monts de Procida et les célèbres îles d'Ischia, Capri et Procida.

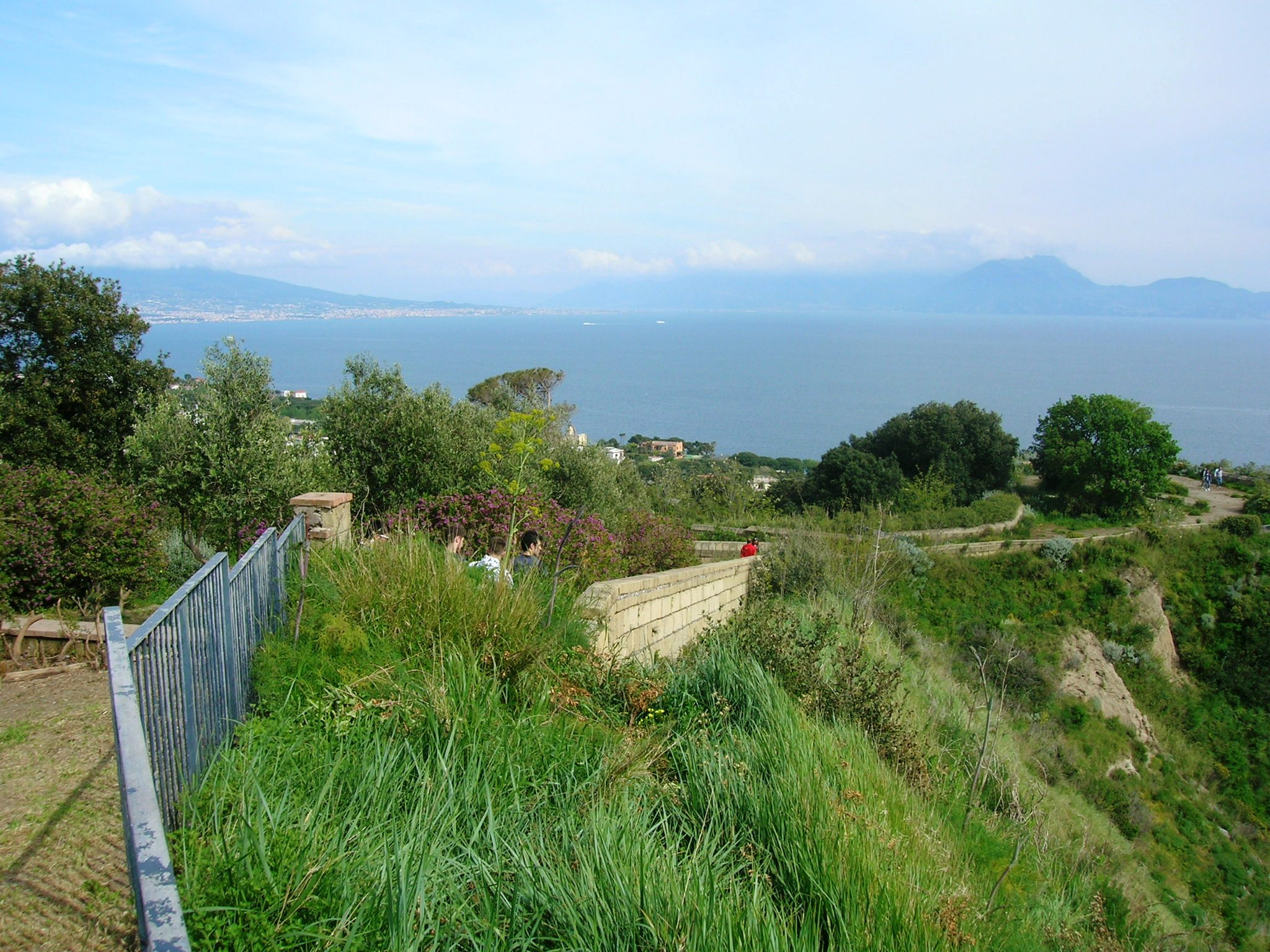
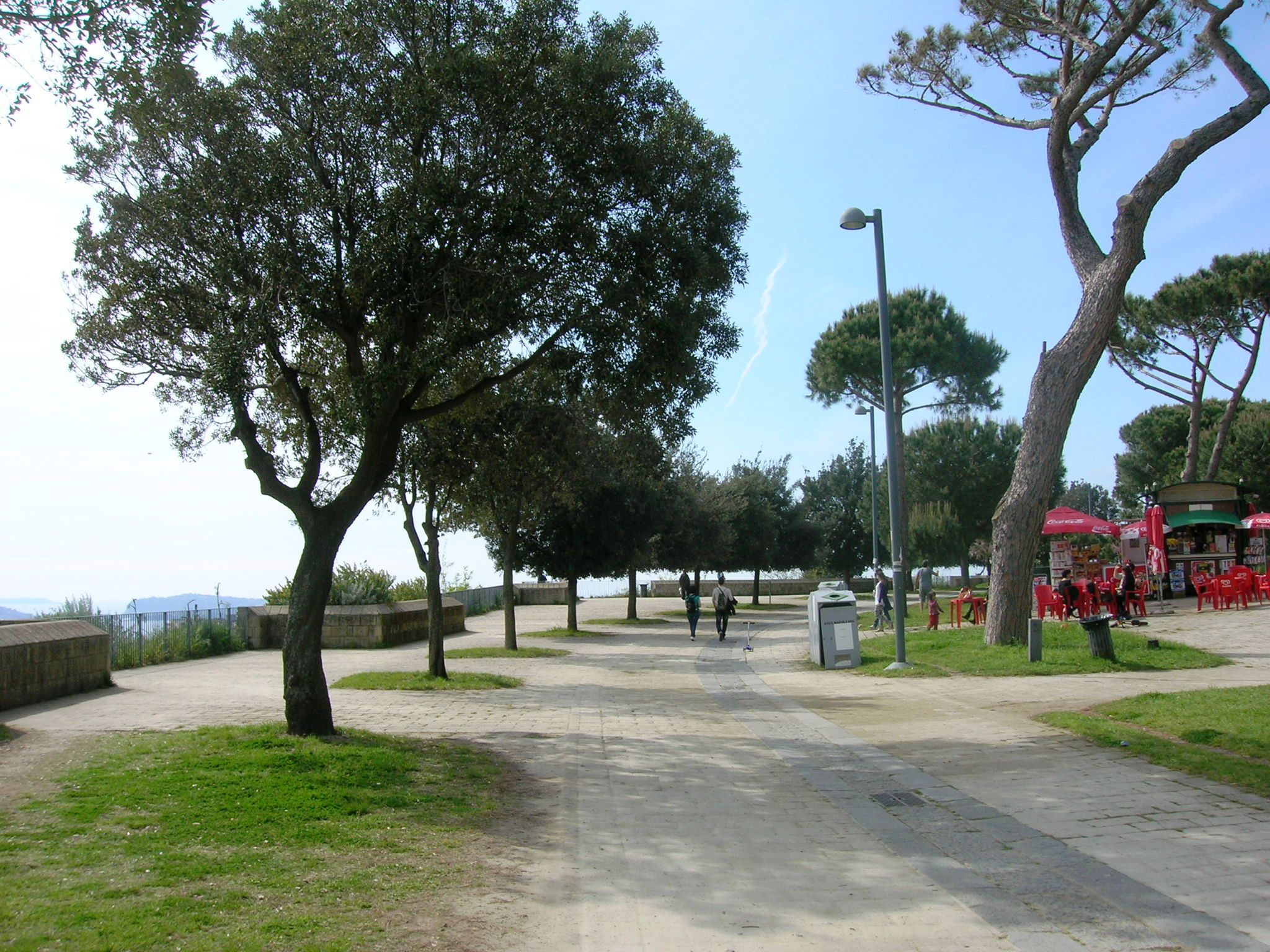
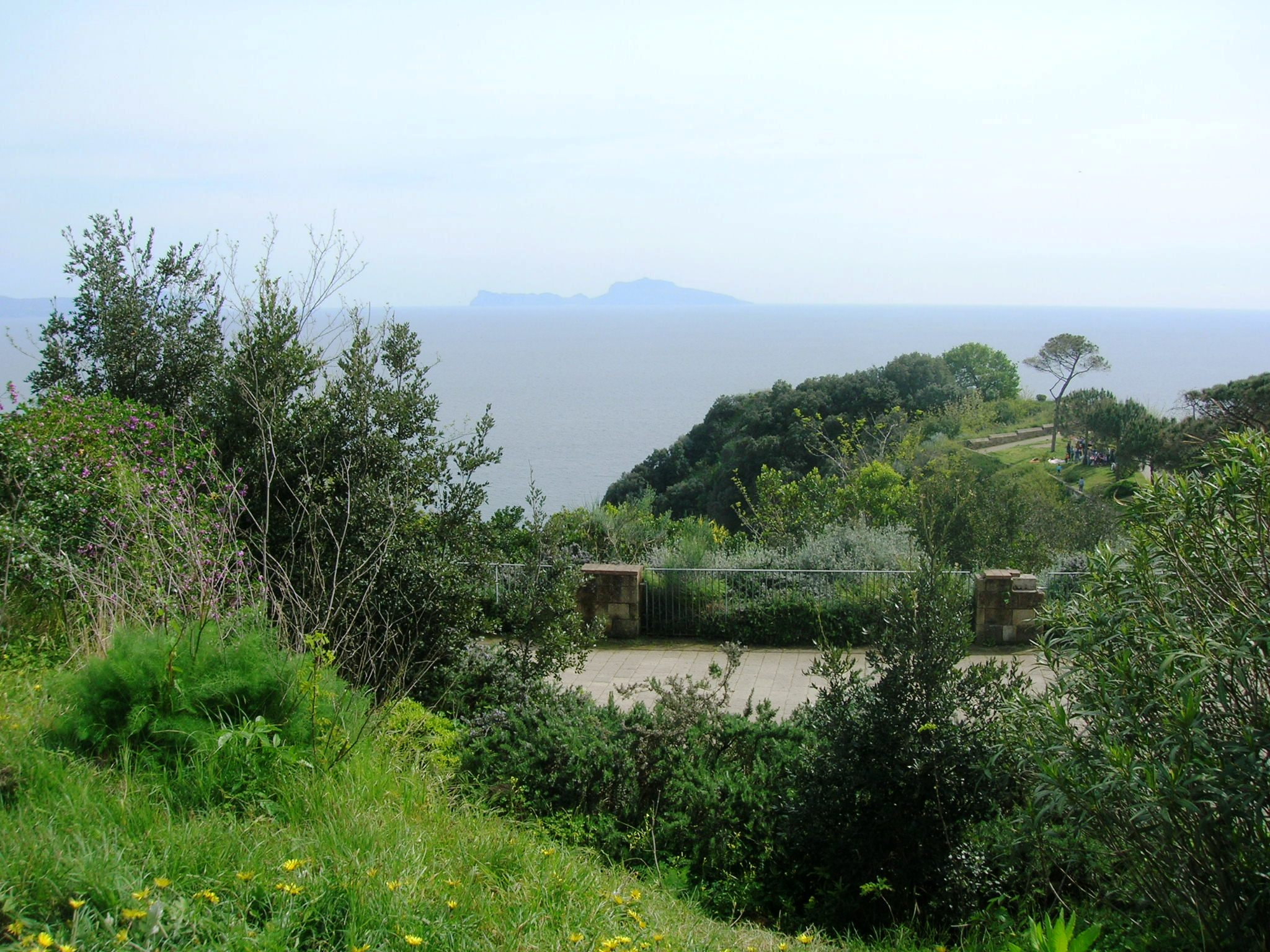
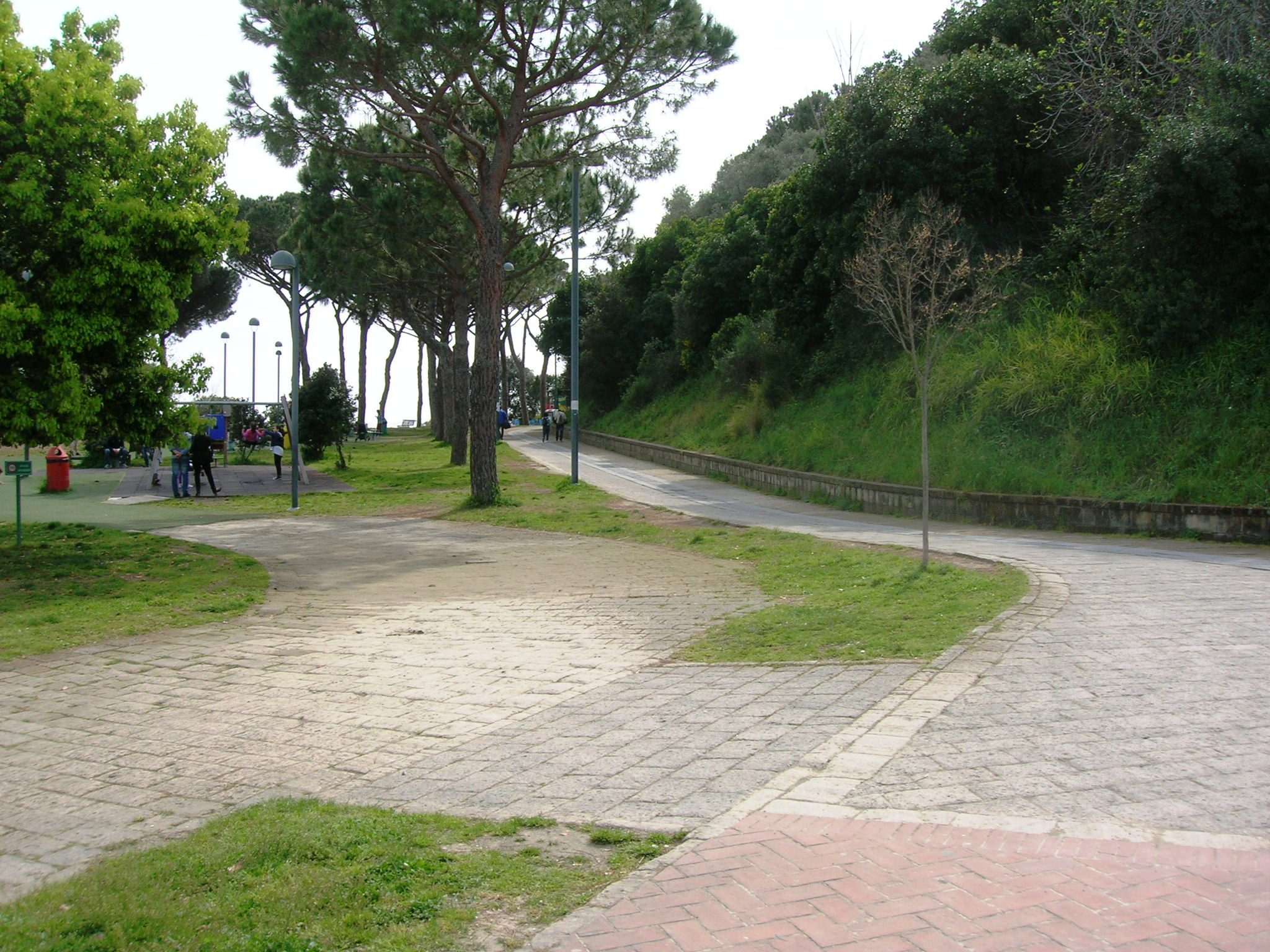

## Activités
Le parc propose plusieurs terrains de jeu conçus pour les enfants, ainsi que de nombreux kiosques qui, durant les nuits d'été, sont souvent occupés par des jeunes s'y détendant.
Le parc dispose aussi d'un petit amphithéâtre, où divers événements et manifestations sont organisés pendant l'été.